# Mahschahr (Verwaltungsbezirk)
Mahschahr bzw. Māhschahr (persisch شهرستان بندر ماهشهر) ist ein Schahrestan in der Provinz Chuzestan im Iran. Er enthält die Stadt Mahschahr, welche die Hauptstadt des Verwaltungsbezirks ist. 

## Demografie
Bei der Volkszählung 2016 betrug die Einwohnerzahl des Schahrestan 296.271. Die Alphabetisierung lag bei 91 Prozent der Bevölkerung. Knapp 93 Prozent der Bevölkerung lebten in urbanen Regionen.
| Zensusjahr | Einwohnerzahl |
| ---------- | ------------- |
| 2011       | 278.037       |
| 2016       | 296.271       |